# Ремесленний
Ремесленний (рос. Ремесленный) — селище у Новосибірському районі Новосибірської області Російської Федерації.
Входить до складу муніципального утворення Новолуговська сільрада. Населення становить 67 осіб (2010).

## Історія
Згідно із законом від 2 червня 2004 року органом місцевого самоврядування є Новолуговська сільрада.

## Населення
| 2002 | 2007 | 2010 |
| ---- | ---- | ---- |
| 54   | ↗71  | ↘67  |